# Culicoides lutzi
Culicoides lutzi är en tvåvingeart som beskrevs av Lima 1937. Culicoides lutzi ingår i släktet Culicoides och familjen svidknott. Inga underarter finns listade i Catalogue of Life.